# الرباط (رصد)

تعديل مصدري - تعديل

الرباط هي إحدى قرى عزلة القارة بمديرية رصد التابعة لمحافظة أبين، بلغ تعداد سكانها 288 نسمة حسب تعداد اليمن لعام 2004.